# Les Montils
Les Montils é uma comuna francesa na região administrativa do Centro, no departamento Loir-et-Cher. Estende-se por uma área de 9,27 km². Em 2010 a comuna tinha 1 962 habitantes (densidade: 211,7 hab./km²).